# Антибиотик-ассоциированная диарея
Антибиотик-ассоциированная диарея является результатом вызванного антибиотиками дисбаланса в микрофлоре кишечника. Воздействие на микрофлору изменяет углеводный обмен с уменьшением поглощения короткоцепочечных жирных кислот, что приводит к осмотической диарее. Другим последствием антибиотикотерапии, ведущим к диарее, является чрезмерный рост потенциально патогенных организмов, таких как Clostridium difficile, что приводит к частому жидкому и водянистому стулу без каких-либо других осложнений.
Антибиотики являются эффективным средством лечения множества инфекционных заболеваний, однако они могут вызывать побочные эффекты, приводить к появлению устойчивых штаммов бактерий, а также приводить к учащению возникновения связанных с приёмом антибиотиков заболеваний. Диарея является распространённым побочным эффектом применения антибиотиков и наблюдается у 5—30 % пациентов. Она может возникнуть как на фоне лечения, так и в течение двух месяцев после его окончания. Примерно в 10—20 % всех случаев антибиотик-ассоциированной диареи возбудителем является бактерия Clostridium difficile. В остальных случаях диарея может вызываться Clostridium perfringens, золотистым стафилококком (Staphylococcus aureus), Klebsiella oxytoca, грибками из рода Candida и сальмонеллами. Также диарея может быть специфичной для определённых антибиотиков, которые сами выступают в роли причины.

## Этиология
Бактерия Clostridium difficile, более известная как C. diff, вызывает от 10 % до 20 % случаев диареи, связанной с применением антибиотиков, поскольку антибиотики, применяемые для лечения некоторых заболеваний, таких как язвенный колит, непреднамеренно убивают большую часть кишечной флоры, являющейся нормальной для кишечника. При снижении количества нормальных для кишечника бактерий избыточный рост C. diff приводит к выработке энтеротоксинов.
В некоторых случаях диарею может вызывать сам антибиотик, например, диарея является побочным эффектом эритромицина, а приём неомицина в больших количествах может приводить к мальабсорбции.

## Клиническая картина
По степени тяжести антибиотик-ассоциированная диарея может протекать в форме неосложнённой диареи, колита и псевдомембранозного энтероколита. Большинство случаев антибиотик-ассоциированной диареи протекает неспецифично и в лёгкой форме. В подобных случаях диарея обычно проходит с окончанием курса лечения антибиотиками.

## Диагностика
На антибиотик-ассоциированную диарею может указывать продолжительная диарея при условии употребления антибиотиков в течение предшествующих двух месяцев или при недавней госпитализации. Если в подобном случае не удаётся обнаружить возбудителя, то диагноз может основываться на факте употребления антибиотиков и исключении других возможных факторов, вызывающих диарею. Недавняя госпитализация может указывать на Clostridium difficile, обнаружить которую можно с помощью соответствующих лабораторных проб.

## Лечение
При неосложнённой антибиотик-ассоциированной диарее лечение сводится к смене антибиотика на другой, если таковая возможна. В случае более серьёзной диареи, вызванной C. difficile, могут применяться специфичные антибиотики, направленные против данного патогена, например, ванкомицин или метронидазол.

## Профилактика
Эффективной мерой профилактики может быть использование пробиотиков, которые нечувствительны к назначенному в рамках лечения антибиотику. Метаанализ показал, что пробиотики могут защищать от диареи, связанной с антибиотиками, как детей, так и взрослых. Однако доказательств недостаточно, несмотря на снижение частоты возникновения колита из-за C. difficile.
Эффективность профилактики антибиотик-ассоциированной диареи пробиотиками зависит от используемых штаммов и от дозировки. Применение пробиотиков может снижать до 50 % случаев антибиотик-ассоциированной диареи, при этом сообщения о побочных эффектах отсутствуют. Людям с иммунодефицитами или с нарушениями кишечной проницаемости рекомендуется соблюдать осторожность при использовании пробиотиков из-за риска инфекции, вызванной самими пробиотиками.
Также существуют рекомендации снижения чрезмерного использования антибиотиков, поскольку их чрезмерное использование приводит к повышению частоты возникновения антибиотик-ассоциированной диареи. Антибиотики излишне назначаются при острых респираторных вирусных инфекциях и при бронхите.

## История
Антибиотик-ассоциированная диарея обозначилась проблемой здравоохранения в 1950-х годах, когда повысилось потребление антибиотиков широкого спектра действия, включавших в себя тетрациклин и хлорамфеникол. Однако в то время антибиотик-ассоциированная диарея считалась незначительным побочным эффектом от приёма антибиотиков, пока не обнаружилось, что при приёме клиндамицина в 10 % случаев возникал псевдомембранозный энтероколит — редкое, но серьёзное заболевание. В 1977—1978 годах удалось установить этиологию этого заболевания — выявилась связь с анаэробной бактерией Clostridium difficile. В 1980-х годах внимание привлекли вспышки больничной инфекции, вызываемой C. difficile, а в 1990-х годах исследования сосредоточились на изучении инфекции, вызываемой C. difficile, включая её патогенез, механизмы распространения и факторы риска.